# エイ・ダイニング
株式会社エイ・ダイニングは、ラーメンチェーン、うどんチェーンを手掛けるゼンショーホールディングスの完全子会社。

## 概要
株式会社ゼンショーホールディングス傘下の事業子会社であった株式会社ゼンショーが折からの労務問題改善のために事業を牛丼チェーン店である「すき家」事業に特化させる（商号も2014年10月1日付で「株式会社すき家本部」に変更）事を受け、ゼンショーの「すき家」事業以外の外食部門を引き受けるために誕生した企業である。具体的には、ゼンショーの手がけてきた事業のうち、「伝丸」などの中華麺事業を手掛けるGM事業部、「牛庵」・「いちばん」の焼肉レストランとメキシカンレストランの「エルトリート」を手掛ける焼肉カンパニー、モリバコーヒーを手掛けるカフェ事業部、うどん店の「久兵衛屋」「瀬戸うどん」「たもん庵」を手掛けるUD事業部およびNB事業部の5事業を承継したものである。

## 沿革
- 2014年8月15日 - ゼンショーからの会社分割により設立。
- 2014年10月1日 - ゼンショーから中華麺事業・焼肉レストラン事業・メキシカンレストラン事業・カフェ事業・うどん事業を承継。

## 展開する事業

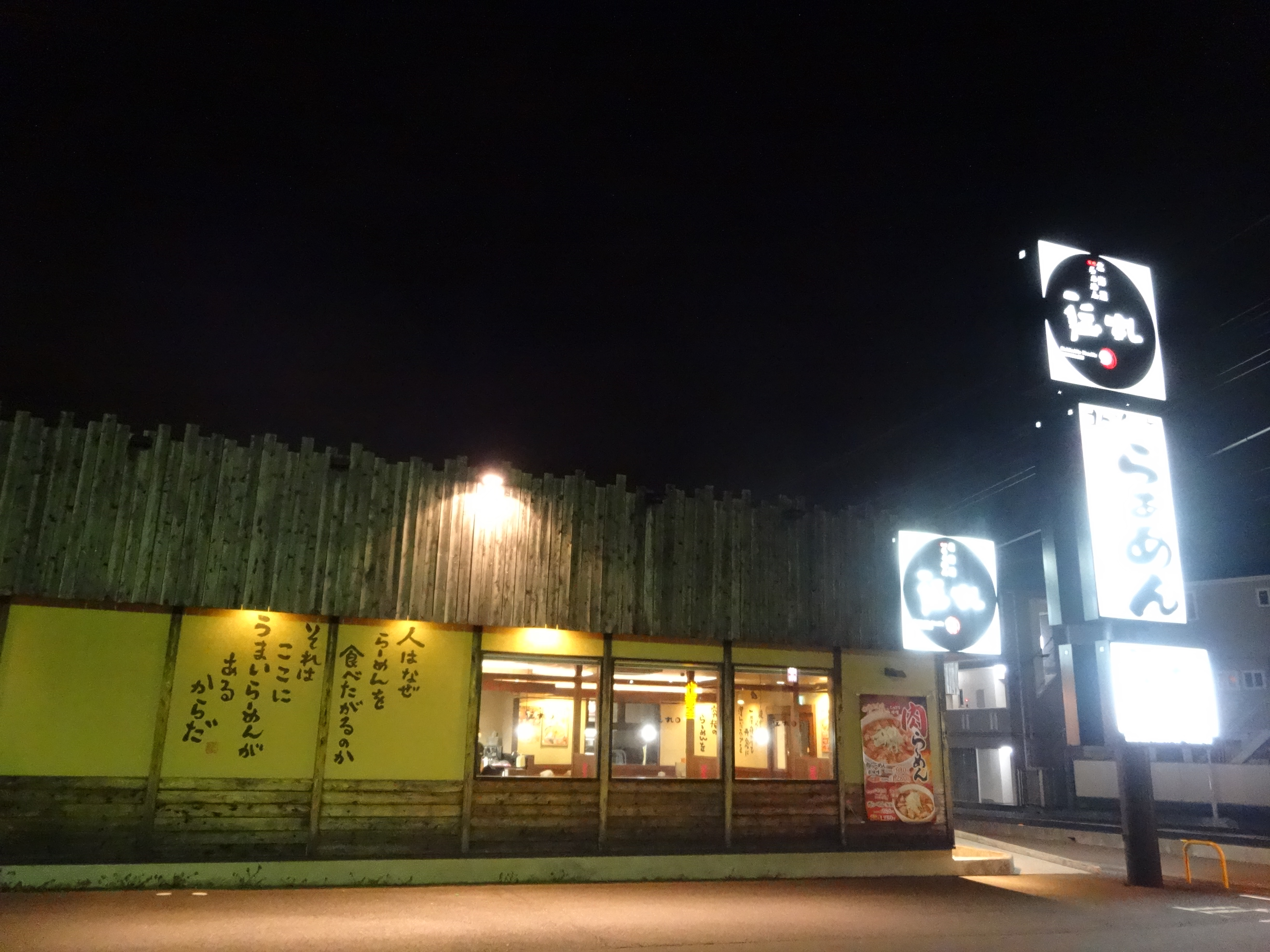
伝丸 299号飯能BP店

- GM事業部 - ラーメンの店「伝丸」などの運営。GMとは「グローバル・麺」の頭文字から取ったもの。元々ゼンショー（現・ゼンショーホールディングス）の子会社であった株式会社GMフーズによる運営だったが、2009年9月30日付けでゼンショー本体に吸収合併されていた[4]。

## かつて展開していた事業

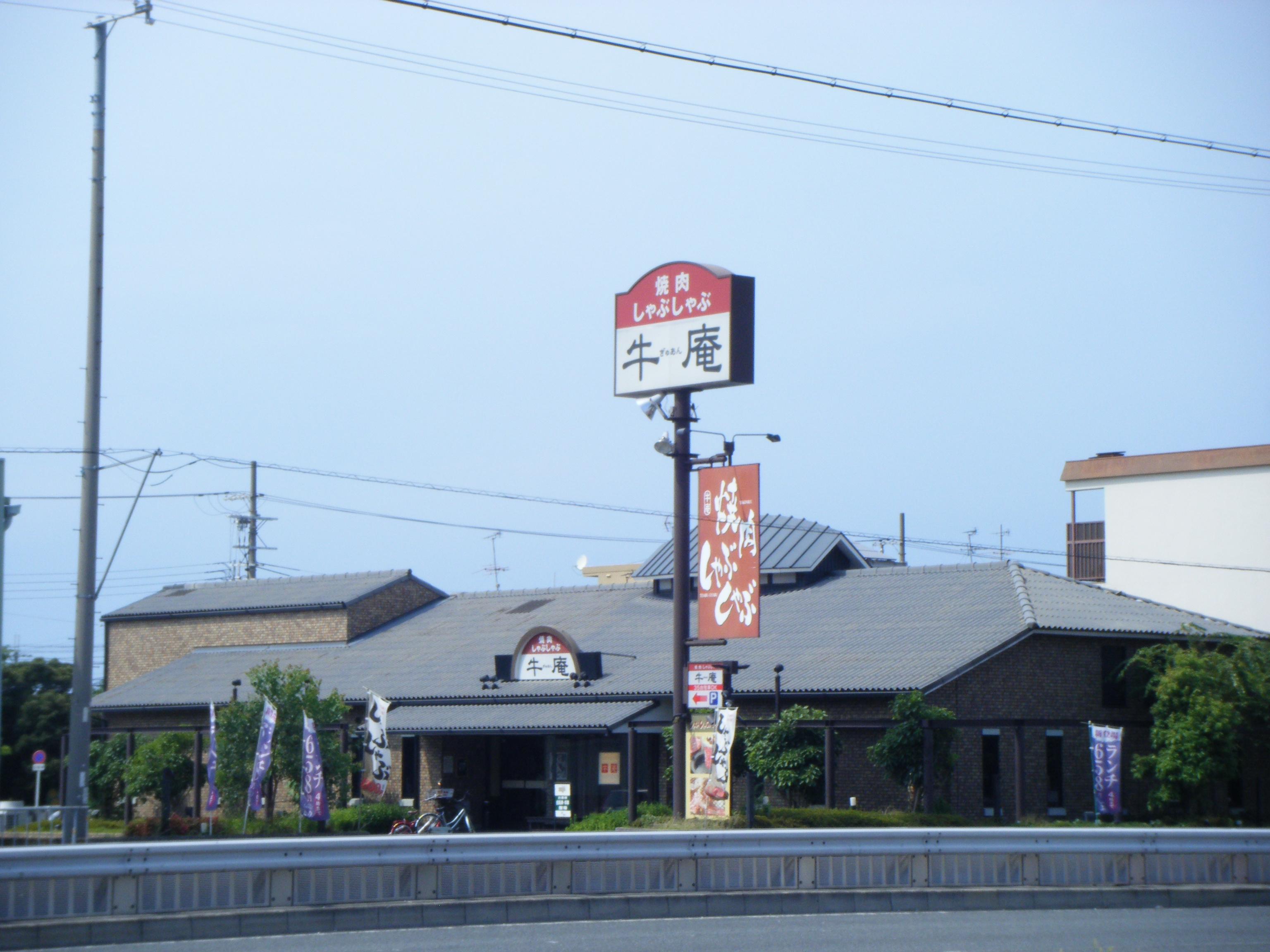
ぎゅあん高石店

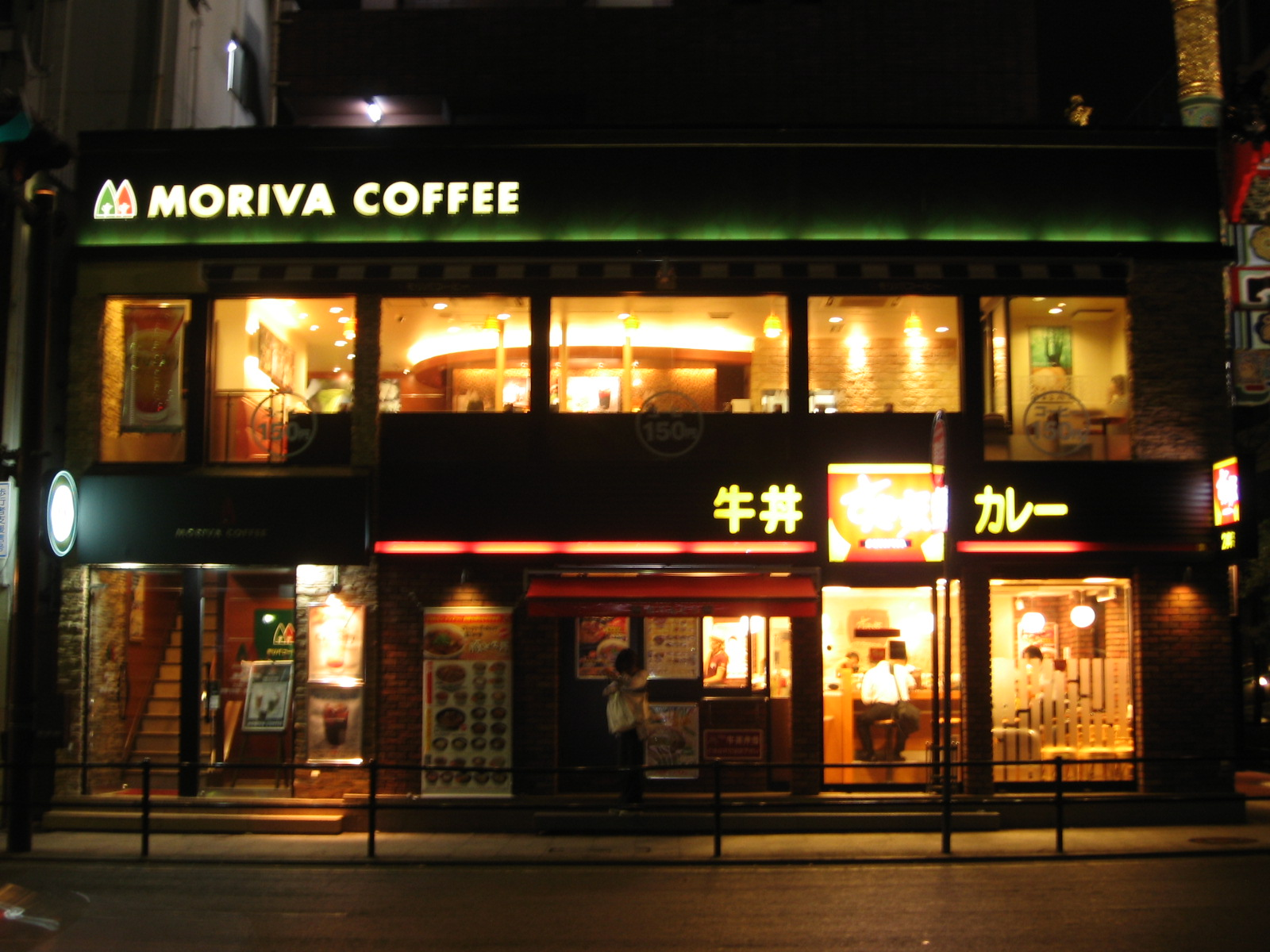
モリバコーヒー横浜山下町店（横浜市中区）。「すき家」との併用店舗（2階がモリバコーヒー）

- 焼肉カンパニー - 焼肉としゃぶしゃぶの店「牛庵」「いちばん」、メキシカンレストラン「エルトリート」を展開。2010年9月1日にゼンショーと合併。現在は株式会社TAG-1が展開[5]。「エルトリート」は2015年7月1日付でゼンショーグループのココスジャパンに譲渡した[6]。
- カフェ事業部 - 低価格メニューが特徴の喫茶チェーン「MORIVA COFFEE（モリバコーヒー）」などを展開。モリバコーヒーは自由が丘のフォレストコーヒーが母体。2010年以降は旧ウェンディーズ跡地に設ける店舗が多い。現在は株式会社善祥カフェ(2015年7月1日設立、ゼンショーホールディングスの完全子会社)が展開[7]。